# COVID-19-Pandemie in Belgien

Bestätigte SARS-CoV-2-Infektionen in Belgien nach Gemeinde (kumulativ, seit Beginn der Erfassung)

Die COVID-19-Pandemie in Belgien ist ein Teil der seit 2020 weltweit grassierenden COVID-19-Pandemie. Diese hat sich seit Dezember 2019 von China ausgehend ausgebreitet.

## Situation
Die erste Welle der COVID-19-Pandemie traf Belgien hart. Ende Mai 2020 war Belgien mit etwa 840 COVID-Toten pro 1 Million Einwohner (vor Italien und Spanien und nach San Marino) das am zweitstärksten betroffene Land Europas.
Dies liegt unter anderem daran, dass die belgischen Behörden auch Verdachtsfälle als Corona-Tote zählen. Maßgeblich ist der Eintrag auf dem Totenschein. Belgiens Statistik folgt damit den Empfehlungen der europäischen Infektionsschutzbehörde (ECDC). Belgien erfasse so die Übersterblichkeit akkurat, äußerte Belgiens Chefvirologe Steven Van Gucht; in Frankreich und Luxemburg wird dies ebenso gehandhabt. Das gilt als der beste Indikator dafür, wie stark ein Land von der Pandemie betroffen ist. Marc van Ranst (Professor für Virologie an der Katholischen Universität Leuven) meinte in einem Interview mit der Zeitung De Volkskrant, dass die belgische Staatsstruktur Leben gekostet habe. Laut seiner Aussage seien acht Gesundheitsminister, die sich untereinander nicht einmal kennen würden, für ein kleines Land wie Belgien zu viel. Gemeint war damit die Aufteilung der Kompetenzen im Gesundheitswesen zwischen Föderalstaat, Regionen und Gemeinschaften. So liegt beispielsweise die Zuständigkeit für Regelungen für einen Rettungstransport beim Föderalstaat, für einen normalen Krankentransport dagegen bei den Regionen.
Am 1. Oktober 2020 sprach das Auswärtige Amt wegen stark gestiegener Neuinfektionszahlen eine Warnung vor „nicht notwendigen, touristischen Reisen“ nach Belgien aus. Zuvor hatte es bereits Warnungen vor Reisen in einzelne Provinzen Belgiens gegeben.
In KW 40 wurden 18.878 neue Infektionen registriert, in der 41. KW 38.807 (+ 106 %), in der 42. KW 72.113 (+ 89 %) und in der 43. KW 104.781 (+ 45 %). In vier Wochen (28. September bis 25. Oktober 2020) stieg die Zahl also von 18.878 auf 104.781 (+ 455 %).
Ende Oktober 2020 kündigte die Föderalregierung weitere Verschärfungen an, unter anderem die Schließung vieler Geschäfte bis zum 13. Dezember, die Verlängerung der Schul-Herbstferien bis zum 15. November und weitere Kontaktbeschränkungen.
Die zweite Welle erreichte in der letzten Oktoberwoche ihre Hochphase (bis zu 1600 Neuinfektionen täglich); dann flaute sie ab. Im Januar und Februar wurden täglich etwa 200 Neuinfektionen registriert.
Im März 2021 stieg die Zahl der Neuinfektionen wieder an (bis zu 500 Neuinfektionen pro Tag); in der dritten Juniwoche erreichte sie einen Tiefpunkt. Seitdem steigt sie wieder; Mitte Juli verursachte die ansteckendere Delta-Variante 63 % der Neuinfektionen.

## Verlauf

### Februar 2020
Die erste SARS-CoV-2-Infektion wurde Anfang Februar 2020 bei einem Rückkehrer aus Wuhan festgestellt.

### März 2020
Am 1. März 2020 wurde bekannt gegeben, dass eine am 27. Februar 2020 von einer Geschäftsreise aus Nordfrankreich Zurückgekehrte COVID-infiziert war. Sie meldete sich bei der Uniklinik Antwerpen, einem der beiden Referenzkrankenhäuser des Landes in Sachen Coronavirus, und kam in Quarantäne. Am 4. März 2020 wurde ein Baby mit COVID-Symptonen in die Notaufnahme der Clinique Notre-Dame de Grâce in Charleroi gebracht.
Lau einer Reportage des flämischen TV-Senders VRT lassen sich 13 der ersten 23 Fälle in Belgien auf ein Hotel in Südtirol zurückführen, in dem belgische Urlauber in den Karnevalsferien Ende Februar wohnten. Da die Erkrankung damals noch unterschätzt wurde, erfolgte die Testung der Erkrankten und eine Ermittlung der Kontaktpersonen nur verzögert. Der erste Todesfall wurde am 11. März 2020 registriert. Bis zum 16. März 2020 wurden 1.058 Fälle und zehn COVID-Tote registriert.

### April 2020
Die Zahl der Todesfälle in Belgien stieg ab Mitte März 2020 und erreichte am 10. April ihren höchsten Stand (an diesem Tag starben insgesamt 676 Menschen – genau ein Jahr zuvor waren es nur 303). Von Ende April gab es fast keine Übersterblichkeit mehr (dies blieb bis Mitte Oktober 2020 so).
Am 1. April 2020 zählte die amtliche Statistik 1011 COVID-Tote; am 1. Mai waren es 7765 - 6754 Tote im April. Belgien war damit vor Italien (Zahlen) und Spanien (Zahlen) das von der ersten COVID-19-Welle am härtesten getroffene Land.

### Juli 2020
Von etwa Mitte Juli bis Ende Oktober verzeichnete Belgien eine deutlich steigende Zahl von Neuinfektionen – allein am 22. Juli 2020 waren es 542. Am 27. Juli 2020 beschloss die Regierung Maßnahmen, die als letzte Stufe vor einem neuen Lockdown galten. Die Provinz Antwerpen war besonders stark betroffen; für die dort lebenden zwei Millionen Menschen gelten weitere Beschränkungen.

### September 2020
Anfang September 2020 gab es in Belgien 26 Gemeinden mit mehr als 100 Neuinfektionen pro 100.000 Einwohner: alle Gemeinden der Region Brüssel-Hauptstadt, fünf nördlich dieser Region gelegene Gemeinden im Arrondissement Halle-Vilvoorde sowie die Stadt Antwerpen und die östlich an sie grenzende Gemeinde Borsbeek. Diesen Gemeinden wurde am 4. September 2020 auferlegt, eigene Krisenzentren zu bilden, die auch örtliche Maßnahmen anordnen dürfen.
Ende September 2020 war die Zahl der Neuinfektionen pro 100.000 Einwohner in den beiden Wochen auf 139 gestiegen. Die Zahl der notwendigen Krankenhausbehandlungen war doppelt so hoch wie Anfang September. Allerdings blieb die Zahl der notwendigen Behandlungen auf der Intensivstation auf relativ niedrigen Niveau.
Am 26. September 2020 gab es täglich 1.540 Neuinfektionen pro Tag. Das entsprach landesweit durchschnittlich 150 Infektionen pro 100.000 Einwohner in den letzten 14 Tagen. Es gab Gemeinden, wo der örtliche Wert noch höher war, und die daher von der Regierung zu lokalen Maßnahmen aufgefordert wurden.

### Oktober 2020
Per 3. Oktober 2020 war die Zahl der täglichen Neuinfektionen im Durchschnitt der letzten sieben Tage auf landesweit 145 Infektionen pro 100.000 Einwohner gestiegen.
In den Folgetagen stiegen die Werte weiter an. In den wallonischen Provinzen hat sich die Zahl der Neuinfektionen innerhalb einer Woche verdoppelt. Vor allem in den Städten Lüttich, Charleroi und Namur beschleunigte sich die Epidemie. In der Region Brüssel-Hauptstadt stieg die Zahl der Infektionen pro 100.000 Einwohner bis zum 8. Oktober auf 723.
Wegen der steigenden Infektionszahlen halten seit dem 14. Oktober 2020 alle belgischen Krankenhäuser 25 % ihrer Intensivbetten für COVID-19-Patienten frei. In der Region Brüssel-Hauptstadt überholte die Infektionsrate diese Vorgabe, so dass am 14. Oktober 2020 die Krankenhäuser in dieser Region verpflichtet wurden, ab 16. Oktober 2020 die Quote auf 50 % ihrer Intensivbetten zu erhöhen.
Belgien wird seit dem 1. Oktober 2020 von der Regierung De Croo regiert. Belgiens neuer Gesundheitsminister Frank Vandenbroucke sagte am 18. Oktober 2020, Belgien sei „sehr nahe an einem Tsunami“ und habe „keine Kontrolle darüber, was passiert“. Am 20. Oktober 2020 betrug die Zahl der täglichen Neuinfektionen 8.500 Fälle (Durchschnitt der Woche vom 10. bis 16. Oktober 2020). Ab 21. Oktober 2020 halten die Krankenhäuser in den Provinzen Namur und Luxemburg, die dem Vivalia-Netzwerk angehören, 60 % der Intensivbetten für COVID-19-Patienten frei. Zusätzlich soll die Zahl der Intensivbetten um 15 % erhöht werden („Phase 2a“). Die Zahl der täglichen Krankenhausaufnahmen hat sich vom 13. bis zum 20. Oktober 2020 verdoppelt.
Per 23. Oktober 2020 hatten 16 % der durchgeführten Tests ein positives Ergebnis. Die Provinz Lüttich hat dabei die höchsten Werte (800 Neuinfektionen pro 100.000 Einwohner in den letzten 7 Tagen). 33 % der Tests sind dort positiv. Die Krankenhäuser in der Stadt Lüttich waren nicht mehr in der Lage, alle Patienten aufzunehmen, so dass Patienten in die Provinzen Flämisch-Brabant und Limburg, wo die Werte relativ gering waren, verlegt wurden. Bis zum 2. November 2020 müssen alle Krankenhäuser 60 % ihrer Intensivbetten für COVID-19-Patienten reservieren.
Per 25. Oktober 2020 waren über 18 % der durchgeführten Tests positiv. 4.400 Personen werden wegen COVID-19 stationär behandelt, davon 708 auf einer Intensivstation (bei insgesamt 2.000 Intensivbetten landesweit). Um weitere Behandlungsmöglichkeiten zu schaffen, wurde am 22. Oktober 2020 angeordnet, ab 26. Oktober 2020 alle Tageskliniken zu schließen.
Der wallonische Ministerpräsident Elio Di Rupo erwartete am 26. Oktober 2020 eine extrem schwierige Woche, „denn wir befinden uns im exponentiellen Wachstum. Mathematisch ist es völlig klar, dass die Epidemie sich weiter ausbreiten wird.“ Er erwartete deshalb leider dramatische Situationen, vor allem in den Krankenhäusern. Er schloss die Nutzung von Hotelzimmern für die Behandlung weniger schwerer Fälle nicht aus.
Am 30. Oktober 2020 wurden 1.057 COVID-19-Erkrankte auf einer Intensivstation behandelt. Damit waren mehr als 50 % der 2.000 Intensivbetten durch COVID-19-Erkrankten belegt. 25 % der durchgeführten Tests hatten ein positives Ergebnis.
Ab dem 18. Oktober 2020 stieg die Sterblichkeit in Belgien deutlich (am 31. Oktober 2020 waren es 505). Sie erreichte am 6. November 2020 ihren zweiten Hochpunkt (567 Tote statt ungefähr 300 in den Jahren zuvor).

### November 2020
Per 2. November 2020 waren 29 % der durchgeführten Tests positiv. 1.223 COVID-19-Erkrankte lagen auf einer Intensivstation. Da weitere Betten aufgrund Patienten mit anderen Erkrankungen belegt waren, gab es landesweit nur noch 106 freie Intensivbetten. Insbesondere in der Region Brüssel-Hauptstadt (1,2 Millionen Einwohner) gab es keine freien Intensivbetten mehr. Seit Anfang Oktober 2020 wurden bereits 720 an COVID-19-Erkrankte innerhalb Belgien zu einem freien Intensivbett verlegt. Weitere 13 Patienten wurden nach Deutschland verlegt. Die Regierung verpflichtete daher am 1. November 2020 die Krankenhäuser, landesweit 60 % der vorhandenen Intensivbetten für an COVID-19-Erkrankte zu nutzen bzw. freizuhalten und weitere 800 Intensivbetten (durch Umwandlung von Aufwachbetten etc.) zu schaffen. Dafür müssen nicht zwingend erforderliche Operationen verschoben werden. („Phase 2b“)
Am 2. November 2020 wurden an den Universitätskrankenhäusern in Löwen, Gent und Mons neue Testlabore errichtet. Bis Jahresende sollen an acht belgischen Universitäten derartige Labore errichtet sein, wodurch die Zahl der möglichen Testauswertungen auf 100.000 pro Tag verdoppelt wird.
Am 3. November 2020 wurden 7.231 Personen wegen einer COVID-19-Erkrankung stationär behandelt, davon 1.302 auf einer Intensivstation. Das waren jeweils mehr Fälle als der Höchstwert aus der ersten Erkrankungswelle im Frühjahr 2020. Allein an diesem Tag mussten 42 Erkrankte mangels Kapazitäten in ein anderes Krankenhaus innerhalb oder außerhalb Belgiens verlegt werden. Seit Beginn der Pandemie haben sich mehr als 7.500 Pflegekräfte mit COVID-19 infiziert. Am 5. November 2020 waren 7.405 Menschen wegen COVID-19 in stationärer Behandlung, davon 1.412 auf einer Intensivstation.
Die Sterblichkeit in Belgien erreichte am 6. November 2020 ihren zweiten Hochpunkt (567 Tote statt ungefähr 300 in den Jahren zuvor).

### Dezember 2020
Am 2. Dezember 2020 lag die Zahl von stationär behandelten COVID-19-Erkrankten in der 2. Welle mit 3.707 Fällen zum ersten Mal wieder unter der Grenze von 4.000. Davon wurden 854 auf einer Intensivstation behandelt. Am 11. Dezember 2020 überstieg die Zahl der Erkrankten seit Beginn der Pandemie die Grenze von 600.000. Zugleich wurden seit Beginn der zweiten Welle wieder weniger als 3.000 Personen wegen einer COVID-19-Erkrankung stationär behandelt. 8,6 % der durchgeführten Tests sind positiv.
Bei einer anonymen Überprüfung von Blutspenden wurde Ende Dezember 2020 festgestellt, dass 14 % Prozent der Belgier Antikörper gegen COVID-19 im Blut haben. Dabei beträgt dieser Wert in der Flämischen Region 10 %, in der wallonischen Region 18 % und in der Region Brüssel-Hauptstadt 26 %. Im Vergleich zu den Erkrankungszahlen wären fast zwei Drittel der Infektionen nicht entdeckt wurden.

### Januar 2021
Nach einer Auswertung von Sciensano von Anfang Januar 2021 starben bis dahin 11.343 Bewohner von Seniorenheimen an COVID-19; das sind 58 % aller Todesopfer in Belgien. Per 10. Januar 2021 waren insgesamt 20.038 Personen an COVID-19 in Belgien verstorben. 80 % der Verstorbenen waren älter als 75 Jahre; die Hälfte älter als 85 Jahre.
Per 14. Januar 2021 wurden täglich 69.000 Test auf COVID-19 durchgeführt. Davon waren 5 % positiv. Es wurden noch 360 Erkrankte auf einer Intensivstation behandelt.

### März 2021
Am 16. März 2021 wies die Regierung die Krankenhäuser an, dafür zu sorgen, dass ab 22. März 2021 wieder 50 % der Intensivbetten nur für die Versorgung von COVID-19-Patienten genutzt werden. Grund war, dass durch den neuerlichen Anstieg wieder mehr als 500 Personen auf einer Intensivstation behandelt werden, wie zuletzt im Dezember 2020, bei steigenden Zahl von Neuinfektionen. Am 31. März 2021 wurde „Phase 2a“ ab 5. April 2021 verfügt. Das heißt, dass die Krankenhäuser wieder 60 % ihrer Intensivbetten für die Behandlung von COVID-19-Erkrankten freihalten müssen. Nicht dringende Operationen, die eine Behandlung auf der Intensivstation zur Folge hätten, werden vorerst ausgesetzt. An diesem Tag waren landesweit 739 von 2.000 Intensivbetten mit COVID-19-Erkrankten belegt.

### August 2021
Ende August 2021 lagen 40 % der wegen COVID-19 auf einer Intensivstation Behandelten in einem Krankenhaus der Region Brüssel-Hauptstadt, obwohl dort nur 10 % der Einwohner Belgiens wohnen. Umgekehrt gibt es im Rest des Landes 80 Krankenhäuser auf deren Intensivstation kein an COVID-19 Erkrankter liegt. Da die Brüsseler Krankenhäuser an ihre Kapazitätsgrenze stoßen, werden ab 30. August 2021 neue Intensivpatienten in Krankenhäuser in anderen Teilen des Landes verlegt.

### September 2021
Ab 15. September 2021 sollten gemäß Anordnung vom 8. September 2021 wieder alle Krankenhäuser 25 % der Kapazität ihrer Intensivstationen für an COVID-19 Erkrankte freihalten. Nicht dringende andere Behandlungen sollten verschoben werden. („Phase 1a“) An diesem Tag werden 34 % der Patienten auf einer Intensivstation in der Region Brüssel-Hauptstadt wegen COVID-19 behandelt. In den Provinzen Lüttich und Antwerpen sind es jeweils 15 %. Da die Werte bis zum Stichtag wieder etwas sanken, wurde die Anordnung am 15. September 2021 vorerst ausgesetzt.

### Oktober 2021
Aufgrund des Anstiegs der Fallzahlen entzog der Konzertierungsausschuss in seiner Sitzung vom 26. Oktober 2021 den Regionen und der deutschsprachigen Gemeinschaft wieder die Befugnis, die Maskenpflicht zu regeln, und ordnete landesweit die Pflicht an, in Geschäften, öffentlichen Gebäuden einschließlich Theater, Kinos, Museen und ähnlich ein Mund-Nasen-Schutz zu tragen. Diese Pflicht gilt nicht für Orte, die nur mit einem Covid-Safe-Ticket (Nachweis, dass geimpft, genesen oder getestet) betreten werden dürfen. De facto betrifft dies nur die flämische Region, weil die anderen Körperschaften bei Übergang der Zuständigkeit auf sie entsprechende Maskenpflichten erlassen hatte. Ab 1. November 2021 muss landesweit beim Besuch von Gaststätten und Fitnessstudios ein Covid-Safe-Ticket vorgezeigt werden. Bereits ab 29. Oktober 2021 muss das Personal in diesen Einrichtungen bei der Arbeit einen Mund-Nasen-Schutz tragen.
Zugleich ruft die Regierung alle Bürger auf, „die sozialen Kontakt, auch im Privatbereich, möglichst zu begrenzen“. Wo möglich, sollten die Arbeitnehmer wieder im Homeoffice arbeiten. Am 27. Oktober 2021 entschied der belgische Kinoverband, dass ab 29. Oktober 2021 landesweit für den Kinobesuch ein Covid-Safe-Ticket verlangt wird. Auch wenn damit nach den Regierungsbeschlüssen kein Mund-Nasen-Schutz getragen werden muss, müsse dieser zusätzlich auf dem Weg zum und vom Platz getragen werden.
Bei Veranstaltungen mit mehr als 200 Besuchern in geschlossenen Räumen bzw. mehr als 400 Besuchern im Freien benötigen diese zwingend ein Covid-Safe-Ticket. Entsprechend besteht bei diesen Veranstaltungen keine Maskenpflicht.
Per 27. Oktober 2021 sind von 2.000 landesweit verfügbaren Intensivbetten 260 mit an COVID-19 erkrankten Personen belegt. Daher wies die Regierung die Krankenhäuser an, Phase 1A einzuleiten; das heißt, dass 25 % der Intensivbetten (=500) für COVID-Patienten freizuhalten sind. Entsprechend „müssen die ersten Krankenhäuser planbare, „nicht dringende“ Eingriffe oder Behandlungen verschieben“.

### November 2021
Am 9. November 2021 nannte der belgische Virologe Steven Van Gucht „die steigende Anzahl Covid-Patienten auf den Intensivstationen … beunruhigend“. Erstmals seit einem halben Jahr wurden an diesem Tag mehr als 2.000 Personen wegen COVID-19 stationär behandelt, davon 418 auf einer Intensivstation.
Nachdem am Folgetag bereits über 2.100 Personen stationär behandelt wurden, davon 434 auf einer Intensivstation, ordnete die Regierung an, dass die Krankenhäuser jedes dritte Intensivbett für Covid-Patienten freihalten müssen.

### Februar 2022
Mitte Februar 2022 wurde in Belgien nach Angaben des Virologen Steven Van Gucht die Grenze von 30.000 Toten infolge der Pandemie überschritten. 72 % davon seien bis Dezember 2020 gestorben. Seit Anfang 2022 starben über 1.500 Personen an COVID-19; die Mehrzahl von ihnen war älter als 75 Jahre.

## Maßnahmen

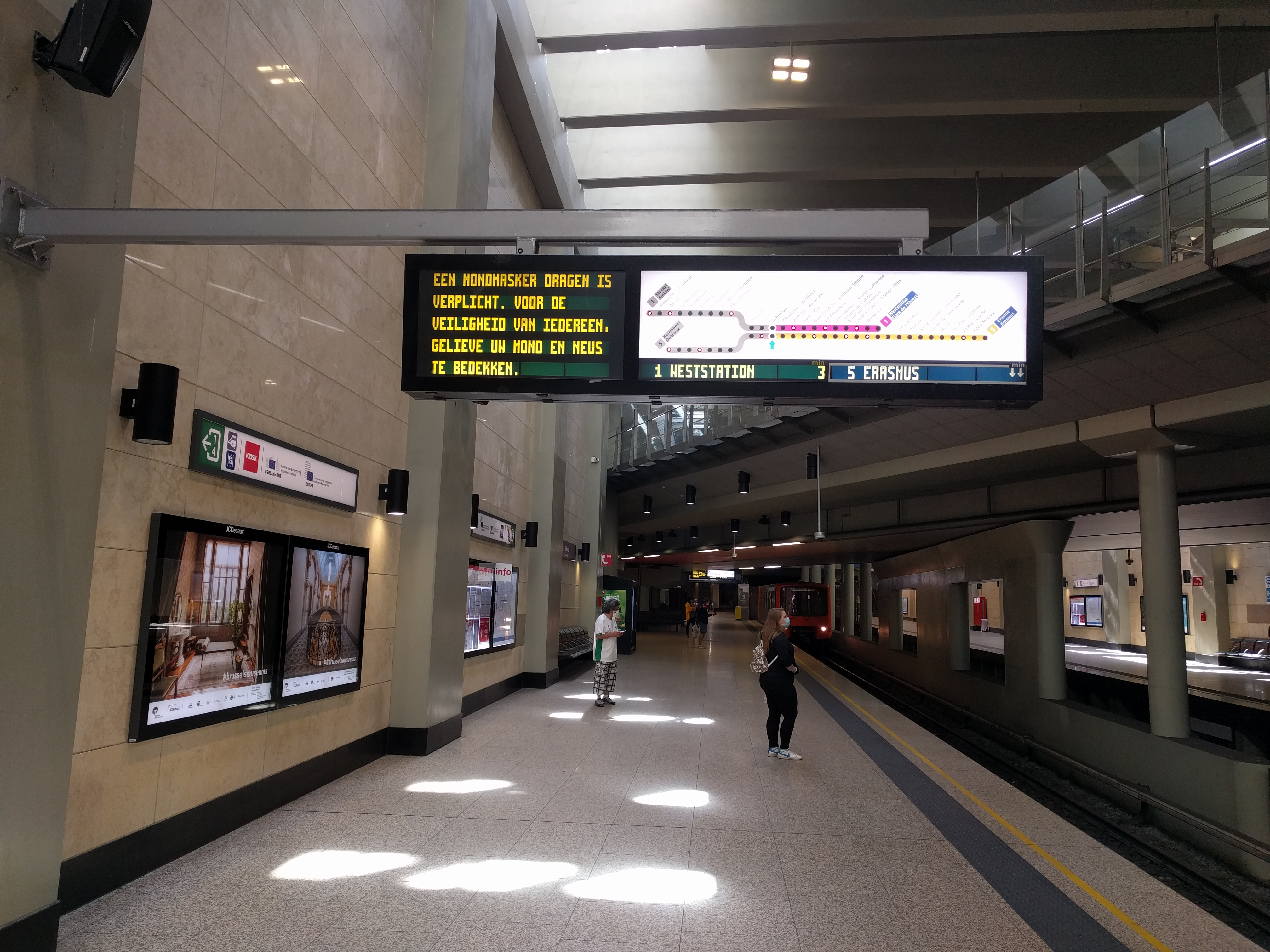
Mund-Nasen-Schutzmasken sind in der U-Bahn verbindlich

Nach einer Sitzung des Nationalen Sicherheitsrates am 10. März 2020 in Brüssel empfahl die Regierung, Veranstaltungen in geschlossenen Räumen, an denen mehr als 1000 Personen teilnehmen, abzusagen. Zu Veranstaltungen im Freien wurden keine Maßnahmen angeordnet. Die Schulen blieben geöffnet; lediglich Schulfeste sollten abgesagt werden. Außerdem sollten alle Arbeitgeber, wenn möglich, ihre Mitarbeiter im Home Office arbeiten lassen. Grund für diese Entscheidungen war, dass vermehrt Ansteckungen innerhalb der Bevölkerung auftraten, während die ersten Fälle aus dem Ausland nach Belgien importiert worden waren.
Am 11. März 2020 untersagten die dafür zuständigen Regionen bzw. die deutschsprachige Gemeinschaft den Besuch in Senioren- und Pflegeheimen. Nach einer weiteren Sitzung des Sicherheitsrates am 12. März 2020 teilte Ministerpräsidentin Sophie Wilmès mit, dass Eltern, die arbeiten müssen, ihre Kinder weiterhin zur Betreuung in die Schulen schicken dürfen. Demgegenüber mussten aber alle Cafés, Restaurants und Diskotheken geschlossen bleiben. Alle Sport- und Kulturveranstaltungen mussten abgesagt werden, Geschäfte mit Ausnahme von Apotheken, Lebensmittel- und Tierfutterläden am Wochenende geschlossen bleiben. An die Bürger wurde appelliert, Hamsterkäufe zu unterlassen. Außerdem galt ein Versammlungsverbot, von dem nur Familien eine Ausnahme bilden. Die Bürger durften sich im Freien nur in Anwesenheit einer einzigen weiteren Person oder eines Freundes oder Familienmitglieds aufhalten und mussten einen Abstand von 1,5 Meter zueinander einhalten. Letztere Maßnahme trat am 13. März 2020 um Mitternacht in Kraft und galt vorerst bis zum 5. April 2020. Am Freitag, dem 27. März 2020 verlängerte der Nationale Sicherheitsrat die Corona-Schutzmaßnahmen bis zum 19. April 2020.
In ganz Belgien galt von 14. März bis 19. April 2020, dass keine Taufen und Hochzeiten mehr gefeiert werden durften. Beerdigungen fanden in dieser Zeit nur im engen Familienkreis statt. Es wurden auch keine Totenwachen und Beerdigungskaffees mehr gehalten. Die Gotteshäuser blieben geöffnet und Pfarrverbände sind für alle weiterhin erreichbar.
Die Unterstützung geschlossener Firmen ist Aufgabe der Regionen. Die flämische Regionalregierung beschloss drei Maßnahmen. Sie stellte beispielsweise 100 Millionen Euro für Krisengarantien für Unternehmen bereit, die aufgrund der Coronakrise Schwierigkeiten haben, ihre Schulden zu begleichen. Außerdem sollte jedes Café oder Restaurant, das am Wochenende oder in der Woche geschlossen werden muss, eine Pauschalentschädigung von 4.000 Euro erhalten. Sollten die Maßnahmen länger als 21 Tage andauern, wurden weitere tägliche Hilfen von 160 Euro gewährt. Sollten Geschäfte nur am Wochenende geschlossen werden, sollten sie eine Entschädigung von 2.000 Euro bekommen und nach 21 Tagen ebenfalls 160 Euro pro Tag erhalten. Zugleich wollte sie von der Präsidentin der Europäischen Kommission, Ursula von der Leyen, vor dem Hintergrund dieser Krise eine größere Flexibilität für Staatshilfen beantragen. Auch die wallonische Region gewährte allen Betrieben, die infolge der Maßnahmen ganz schließen mussten, wie Restaurants, Non-Food-Geschäfte und Friseure, einen Zuschuss in Höhe von 5.000 Euro.
Am 24. März 2020 wurde bekannt, dass die belgische Regierung im Jahr zuvor sechs Millionen FFP-2-Schutzmasken vernichten ließ.

### Lockerungen
Am 6. Mai 2020 gab die Ministerpräsidentin nach einer Sitzung des nationalen Sicherheitsrates Lockerungen bekannt. Ab dem 10. Mai 2020 darf jeder Haushalt Besuch von vier Personen erhalten. Jeder darf aber nur einen fremden Haushalt besuchen. Dabei soll der Abstand von 1,5 m eingehalten werden. Nach Möglichkeit sollen die Treffen im Freien (wie etwa im Garten) stattfinden.

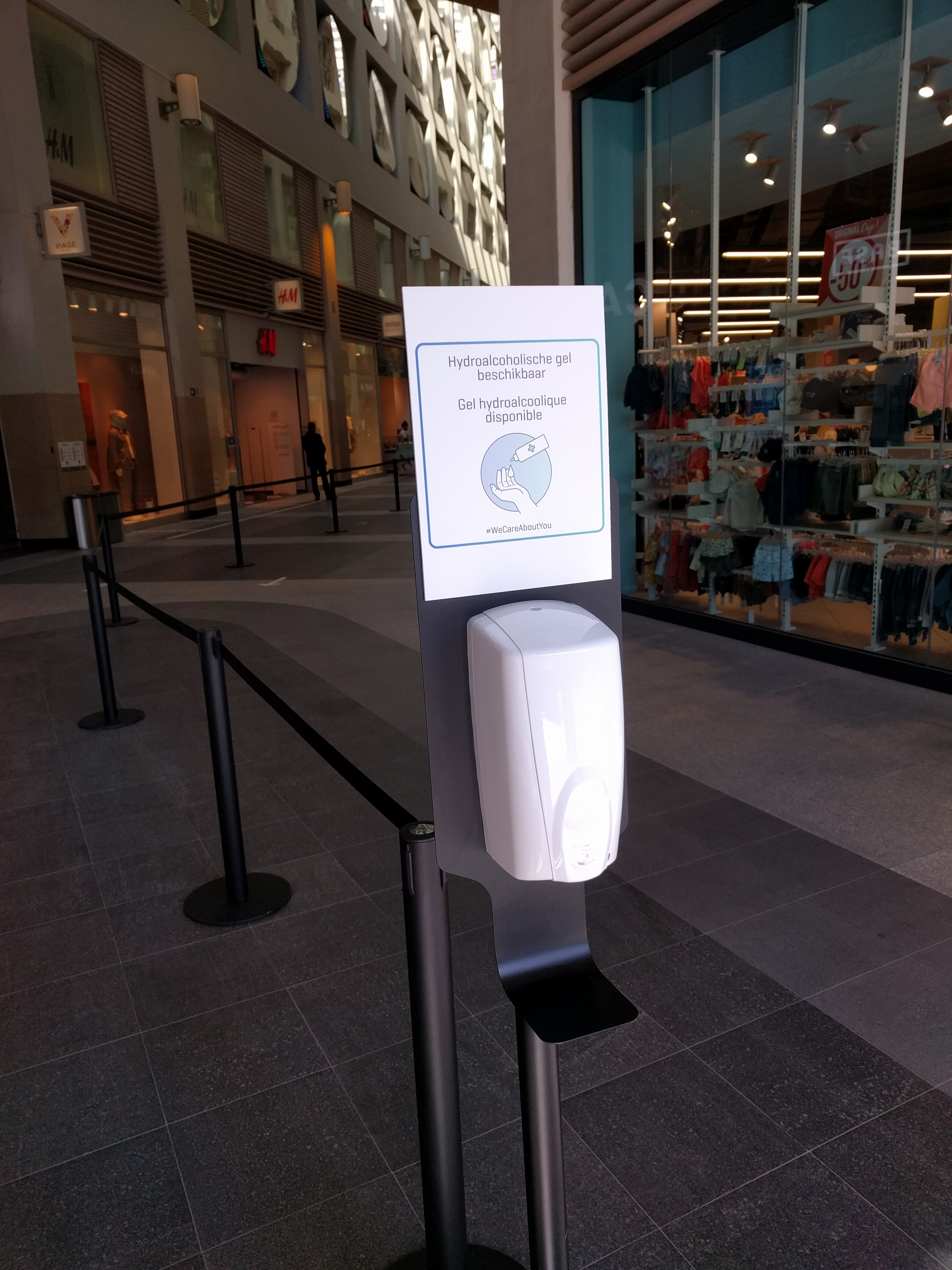
Händedesinfektionsmittel in einem Einkaufszentrum in Brüssel

Ab 11. Mai 2020 dürfen alle Geschäfte wieder öffnen. Dabei ist nur ein Kunde pro 10 Quadratmeter Ladenfläche erlaubt. Der Einkauf soll nicht länger als 30 Minuten dauern und darf nur allein erfolgen. Es wird dringend empfohlen, dabei eine Mund-Nasen-Schutzmaske zu tragen. Cafés und Restaurants bleiben geschlossen. Touristische Ausflüge bleiben verboten. Ab dem 18. Mai 2020 dürfen gemäß Beschluss des nationalen Sicherheitsrates vom 13. Mai 2020 wieder Wochenmärkte bis zu 50 Ständen stattfinden. Die Händler müssen dabei eine Mund-Nasen-Schutzmaske tragen; den Kunden wird sie empfohlen. Außerdem dürfen Friseure und Kosmetiksalons öffnen. Hier müssen die Kunden beim Betreten und Verlassen des Geschäftes eine Schutzmaske tragen. Sporttraining ist im Freien in Gruppen bis zu 20 Personen erlaubt, sofern ein Trainer anwesend ist. Museen, Zoos und Tierparks dürfen wieder öffnen. Allerdings müssen die Eintrittskarten per Telefon oder Internet vorbestellt werden, um Warteschlangen zu verhindern. Die Zahl der erlaubten Besucher wird begrenzt. Spielplätze in Zoos sowie Cafés und Restaurants in diesen Einrichtungen bleiben geschlossen. Bei Hochzeiten und Beerdigungen sind bei der eigentlichen Zeremonie 30 Teilnehmer erlaubt. Eine anschließende Feier oder ein Beerdigungskaffee bleiben verboten. Die Primarschulen werden wieder für die sechsten Schuljahre (das letzte Schuljahr auf der Primarschule) und die Sekundarschulen für den Abiturjahrgang geöffnet.
Am 24. Juni 2020 beschloss der nationale Sicherheitsrat weitere Lockerungen, die ab dem 1. Juli 2020 in Kraft traten. Die Größe der „Kontaktblase“, mit der jeder Bürger zusätzlich zu den Mitgliedern seines Haushaltes Kontakt haben darf, wurde pro Woche von zehn auf fünfzehn Personen erweitert. Veranstaltungen dürfen wieder vor Publikum durchgeführt werden: in geschlossenen Räumen bis 200 Personen und im Freien bis 400 Personen, falls der Sicherheitsabstand von 1,5 Metern eingehalten werden kann. Eine weitere Lockerung wurde ab 1. August 2020 in Aussicht gestellt. Eine größere Zahl von Zuschauern soll möglich sein, wenn alle Zuschauer einen festen Sitzplatz haben. Die Beschränkung, dass die Bürger nur ohne Begleitung einkaufen dürfen und maximal 30 Minuten in einem Geschäft, wurde zum 1. Juli 2020 aufgehoben. Kinos, Theater, Schwimmbäder, Saunas, Indoor-Spielplätze und Casinos durften ab 1. Juli 2020 wieder öffnen. Auch dort müssen der Sicherheitsabstand und spezielle Regeln eingehalten werden.
Sophie Wilmès, Premierministerin der Übergangsregierung Wilmès II, schaffte Ende September die Maskenpflicht im gesamten öffentlichen Raum der Hauptstadtregion und einige andere Einschränkungen ab. Ab dem 26. Oktober gilt diese Maskenpflicht wieder.
In dieser Zeit hat die Zahl der täglichen Neuinfektionen um etwa 40 % zugenommen.

### Verschärfung der Regelungen

#### Landesweit
Nachdem ab Mitte Juli 2020 die Fallzahlen wieder stiegen, beschloss der nationale Sicherheitsrat auf seiner Sitzung vom 23. Juli 2020, die geplanten Lockerungen ab 1. August 2020 nicht in Kraft zu setzen. Stattdessen wurden die Regelungen verschärft. Eine Mund-Nasen-Maske ist ab 25. Juli 2020 auf Wochenmärkten, Jahrmärkten und anderen Orten mit viel Publikumsverkehr, wie zum Beispiel Einkaufsstraßen, zu tragen. Auch in allen öffentlich zugänglichen Gebäuden sowie in Restaurants und Cafés außerhalb des Sitzplatzes ist die Maske zu tragen. Alle Gäste von Restaurants und Cafés müssen ihre Kontaktdaten hinterlassen, die nach 14 Tagen zu löschen sind. Geschäfte mit Abend- oder Nachtverkauf müssen um 22 Uhr schließen. Für den Fall von lokalen Infektionsausbrüchen wurden die Bürgermeister (in Absprache mit der Provinz und Region bzw. im Gebiet der Deutschsprachige Gemeinschaft mit dieser) ermächtigt, örtliche Maßnahmen wie die Schließung von Geschäften, Restaurants etc. anzuordnen.
Ab 1. August 2020 muss jeder, der nach einem Auslandsaufenthalt, der länger als 48 Stunden war, nach Belgien zurückkehrt, 48 Stunden vor seiner Rückkehr auf einem elektronischen Meldevordruck Angaben zu seiner Reise machen. Bisher gilt diese Verpflichtung nur für Rückkehrer aus Risikogebieten.
In den Folgetagen bestimmten zahlreiche Bürgermeister die Orte näher, an denen ein Mund-Nasen-Schutz zu tragen ist.
In der flämischen Region sind ab 27. Juli 2020 bei Sportveranstaltungen sowohl im Freien als auch in Hallen keine Zuschauer mehr zugelassen.
Ab 29. Juli 2020 setzte der nationale Sicherheitsrat mit seinem Beschluss vom 27. Juli 2020 die Zahl der erlaubten Kontakte pro Familie (Haushalt) auf fünf Personen herunter. Kinder werden auf diese Zahl nicht angerechnet. Diese Kontaktblase war für zunächst die nächsten vier Wochen verbindlich. Bei privaten Feiern dürfen nur noch maximal zehn Personen (zuzüglich Kinder) anwesend sein. Dabei ist der Mindestabstand von 1,5 m einzuhalten. Ansonsten würden auch diese Personen zur Kontaktblase zählen.
Für Veranstaltungen jeder Art wurde die erlaubte Zuschauerzahl auf 100 in Hallen und 200 im Freien herabgesetzt. Einkäufe sind allein vorzunehmen. Allenfalls sonst nicht beaufsichtigte Kinder dürfen mitgenommen werden. Die Aufenthalt in Geschäften wurde auf 30 Minuten beschränkt.
Aufgrund dieser Beschränkungen wurde die Brüsseler Sommerkirmes Foire du Midi, die vom 1. bis 31. August 2020 stattfinden sollte, am 27. Juli 2020 abgesagt.
Nachdem Mitte August 2020 die Fallzahlen wieder sanken und der R-Wert 0,9 betrug, passte der nationale Sicherheitsrat die Maßnahmen auf seiner Sitzung vom 20. August 2020 an. Bis Ende September 2020 sind Treffen ohne Berücksichtigung des Mindestabstandes von 1,5 Meter nur mit den Mitgliedern der jeweiligen Kontaktblase, die nicht ausgetauscht werden dürfen, erlaubt. Bei Beachtung des Mindestabstandes dürfen sich maximal zehn Personen gleichzeitig treffen. Ab 24. August 2020 dürfen wieder zwei Personen zusammen einkaufen. Die Geschäfte entscheiden aber, ob sie diese Lockerung für das jeweilige Geschäft erlauben. Bei Veranstaltungen sind im Freien wieder 400 Personen erlaubt; in Hallen 200. Der jeweilige Bürgermeister kann für einzelne Veranstaltungen eine höhere Teilnehmer- oder Zuschauerzahl erlauben. Für (private) Beerdigungskaffees sind 50 Teilnehmer erlaubt, sofern die gleichen Regeln wie in Gaststätten eingehalten werden.
Bei nicht-verheirateten Paaren, bei denen ein Partner im Ausland lebt, wird diesem ab 1. September 2020 die Einreise wieder gestattet, sofern eine dauerhafte Beziehung von zwei Jahren Dauer, in denen mindestens drei Treffen stattfanden, oder ein früheres Jahr gemeinsamer Aufenthalt in Belgien nachgewiesen werden kann, oder sie ein gemeinsames Kind haben. Die Test- und Quarantäneregeln bei der Einreise sind einzuhalten.
Mit dem Ende der Sommerferien am 1. September 2020 wird ab allen Schulen wieder der Unterricht an fünf Tagen in der Woche aufgenommen. Dabei müssen Schüler, die älter als 12 Jahre sind, auch während des Unterrichtes einen Mund-Nasen-Schutz tragen.

#### Provinz Antwerpen
Da die meisten Krankheitsfälle im Raum Antwerpen auftreten, senkten der Bürgermeister von Antwerpen Bart De Wever und die Provinzgouverneurin Cathy Berx bereits am 26. Juli 2020 für die gesamte Provinz Antwerpen die Zahl der erlaubten Personen innerhalb einer Kontaktblase pro Woche von 15 auf 10. Ab 27. Juli 2020 muss jeder im Stadtgebiet von Antwerpen eine Mund-Nasen-Maske mit sich führen.
Am 28. Juli 2020 ordnete die Provinzgouveneurin an, dass in der gesamten Provinz an allen öffentlichen Orten eine Mund-Nasen-Maske zu tragen ist. Cafés und Restaurants müssen um 23 Uhr schließen. Jeweils zwischen 23.30 Uhr und 6 Uhr gilt eine Ausgangssperre. Die Wohnung darf in dieser Zeit nur in Notfällen und aus beruflichen Gründen verlassen werden. Soweit möglich muss im Homeoffice gearbeitet werden. Mannschaftssport und das Training dafür ist nur Kindern und Jugendlichen unter 18 Jahren erlaubt. Individuelle Kontaktsportarbeiten wie Judo und Boxen sind generell verboten.

### Einführung der Risikomanagement-Strategie
In seiner Sitzung vom 23. September 2020 beschloss der nationale Sicherheitsrat den Wechsel auf eine Risikomanagement-Strategie. Das Konzept der Kontaktblase wurde aufgegeben. Weiterhin dürfen sich maximal 10 Personen an einem Ort treffen, wenn sie dabei den Abstand von 1,5 Meter zueinander einhalten. Die Bürger werden angehalten, enge Kontakte (unter 1,5 Meter Abstand und ohne Mund-Nasen-Maske) bei Personen außerhalb des eigenen Haushaltes möglichst zu begrenzen. Als Richtwert werden maximal fünf Personen pro Monat als engeren Kontakt empfohlen.
Soweit bisher örtliche Stellen die allgemeine Maskenpflicht im gesamten Gemeindegebiet im Freien angeordnet haben, werden diese Anordnungen ab 1. Oktober 2020 aufgehoben. Es bleibt aber bei der Pflicht einer Mund-Nasenmaske an definierten Orten. Diese können entweder landesweit festgelegt sein (wie Geschäfte, öffentliche Verkehrsmittel, Kinos etc.) als auch durch die einzelne Gemeinde, die Orte benennen darf, an denen viele Menschen zusammenkommen und an denen die Sicherheitsabständen nicht eingehalten werden können, wie beispielsweise Fußgängerzonen. Beschränkungen bezüglich einer Höchstdauer für einen Einkauf oder der Zahl von Personen, die zusammen einkaufen dürfen, werden aufgehoben.
Für professionell organisierte Feiern in Gaststätten gibt es keine allgemeinen Grenze der Teilnehmerzahl mehr. Allerdings gelten weiter Grenzwerte abhängig von der Größe der Gaststätte etc. Tanzen bei einer solchen Feier bleibt aber weiterhin verboten. Bei privat durchgeführten Feiern sind weiterhin nur 10 Personen (zuzüglich Kinder) erlaubt. Zugleich wird überprüft, ob die Regeln und Richtwerte für Veranstaltungen vor Publikum gelockert werden können.
Künftig sollen abhängig vom Infektionsgeschehen ggf. unterschiedliche Regeln und Richtwerte für die einzelnen Provinzen, die Region Brüssel-Hauptstadt und die deutschsprachige Gemeinschaft erlassen werden. Als kritische Werte für eine Verschärfung wurden dabei mehr als 120 Neuinfektionen pro 100.000 Einwohner in den letzten 14 Tagen („orange Zone“) und mehr als 400 Neuinfektionen pro 100.000 Einwohner in den letzten 14 Tagen („rote Zone“) festgelegt.
Für Kontaktpersonen von positiv auf COVID-19 getesteten Personen, die selbst keine Symptome haben, endet die Quarantäne künftig sieben Tage nach dem letzten Kontakt, wenn ein Test am fünften Tag negativ ist. Bei einem positiven Test beträgt die Quarantäne weiterhin 14 Tage. Das bisherige Reiseverbot für nicht notwendige (insbesondere touristische) Reise in „rote“ Länder (Länder von hohen Erkrankungszahlen) wird aufgehoben. Von solchen Reisen wird nunmehr dringend abgeraten. Wer aus einem solchen Land zurückkehrt, hat künftig die Möglichkeit, auf einem Selbstbewertungsbogen Auskünfte über seine Aktivitäten während der Reise zu geben. Nach Analyse kann die grundsätzlich 14 Tage dauernde Quarantäne nach solchen Reisen vorzeitig beendet werden.
Region Brüssel-Hauptstadt
Aufgrund der hohen Fallzahl in der Region Brüssel-Hauptstadt begrenzte die Regionalregierung die Öffnungszeit von Cafés und Bars für drei Wochen ab dem 28. September 2020 auf 23 Uhr statt 1 Uhr nachts. Zwischen 23 Uhr abends und 6 Uhr morgens sind jegliche Versammlungen von mehr als zehn Personen verboten. Eine Mund-Nasenmaske ist in der Öffentlichkeit stets mitzuführen. Die Orte, wo sie aufgesetzt werden muss, muss gemäß dem Beschluss des nationalen Sicherheitsrates die jeweilige Gemeinde bestimmen.

### Verschärfungen im Oktober 2020
Aufgrund der weiter steigenden Fallzahlen wird den Bürger ab 9. Oktober 2020 dringend empfohlen, maximal zu drei Personen (statt bisher fünf) außerhalb des eigenen Hausstandes engeren Kontakt ohne Mund-Nasen-Maske zu haben. Bei privaten Treffen zu Hause dürfen höchstens vier Personen gleichzeitig unter Wahrung des Sicherheitsabstandes oder mit Mund-Nasen-Maske zu Besuch sein. Bei zufälligen Treffen im Freien dürfen höchstens vier Personen zusammenstehen, es sei denn, es handelt sich aus Personen aus demselben Haushalt. In Bars und Cafés (nicht aber in Restaurants) dürfen maximal vier Personen (oder die Mitglieder eines Haushaltes) an einem Tisch sitzen. Bars und Cafés müssen zudem um 23 Uhr abends schließen. Diese Maßnahmen sollten zunächst bis 9. November 2020 gelten. Den Arbeitgebern wird dringend empfohlen, so weit wie möglich Homeoffice durchzuführen.
Region Brüssel-Hauptstadt
In der Region Brüssel-Hauptstadt gab es 502 Neuinfektionen per 6. Oktober 2020 pro 100.000 Einwohner in den letzten 14 Tage. Damit gilt das Gebiet als „rote Zone“. Die Regionalregierung verschärfte daher die landesweiten Maßnahmen, dass ab 8. Oktober 2020 alle Bars, Cafés, Festsäle und Cafeterias von Sportvereinen geschlossen bleiben. Diese Betriebe sollen eine öffentliche Entschädigung erhalten. Restaurants dürfen geöffnet bleiben. Auf Wochenmärkten darf nicht mehr gegessen oder getrunken werden. Amateursportveranstaltungen dürfen nur noch ohne Zuschauer durchgeführt werden.
Wallonische Provinzen
Aufgrund der gestiegenen Fallzahlen verschärften am 10. Oktober 2020 die Provinzgouverneure der wallonischen Provinzen die Vorschriften. In den Provinzen Lüttich (mit Ausnahme des Gebietes der deutschsprachigen Gemeinschaft), Luxemburg, Namur und Hennegau werden Cafeterias von Sportvereinen geschlossen. Bei Sportveranstaltungen dürfen keine Getränke mehr verkauft werden. Mit Ausnahme der Provinz Namur wurde ein Verkauf oder Sammlungen an der Haustür verboten. Dies soll auch an Halloween für Kinder gelten, die Süßigkeiten sammeln. In der Provinz Luxemburg wurde der Konsum von Alkohol auf öffentlichen Plätzen verboten. In der Provinz Lüttich gilt dieses Verbot zwischen 23 Uhr und 6 Uhr morgens.
Am 12. Oktober 2020 ordneten die Gouverneure der Wallonisch-Brabant und Luxemburg eine Ausgangssperre für die Zeit zwischen 1 und 6 Uhr nachts, erstmals für die Nacht vom 13. auf den 14. Oktober 2020 an. Ausgenommen sind nur Personen mit einem triftigen Grund, wie den Weg zur Arbeit. Diese Maßnahme gilt für zunächst 15 Tage.
Am selben Tag untersagte die flämische Regionalregierung ab 14. Oktober 2020 jeglichen Sport in Hallen in der flämischen Gemeinschaft für Personen über 12 Jahren, bei dem ein Abstand von 1,5 Metern nicht eingehalten werden kann. Die französische Gemeinschaft verbot am 13. Oktober 2020 für die nächsten drei Wochen alle Kontaktsportarten. Am selben Tag unterbrachen die regionalen Amateur-Fußballverbände den Spielbetrieb für die Amateurligen ab der 1. Division Amateure abwärts einschließlich Jugendliche älter als U 16: in der Wallonie zunächst bis zum 1. November 2020, in Flandern unbefristet. Am 2. November 2020 wurde beschlossen, dass diese Unterbrechung mindestens bis zum Jahresanfang 2021 dauert, ohne dass dabei ein genaues Datum des Neustarts genannt wurde. Am 12. Januar 2021 wurde die Unterbrechung bis zum 25. Januar 2021 verlängert. Nachdem aufgrund der Fallzahlen auch an diesem Tag ein Termin für die Aufhebung des Trainings- und Sportverbotes nicht absehbar war, entschied der Verband die laufende Saison in allen Amateur-Klassen abzubrechen und zu annullieren, da nicht mehr zu erwarten war, dass nach einer Wiederaufnahme zumindest die Hinrunde bis zum Sommer zeitlich durchzuführen sei. Zur neuen Saison 2021/22 wird es keine Auf- und Absteiger geben. Lediglich die Amateur-Mannschaften, die für das bereits zweimal verschobene Sechzehntelfinale des Belgischen Fußballpokals qualifiziert sind, dürfen dafür trainieren, müssen dafür aber dieselben Regeln beachten wie die Profivereine. Die Kosten für die dafür erforderlichen COVID-19-Tests trägt dabei der Belgische Fußballverband. Zum Ausgleich für die fehlenden Einnahmen aus Eintrittsgeldern erlässt der Fußballverband allen Vereinen die Bundesgebühren für den Rest der Saison 2020/21.
Am 14. Oktober 2020 untersagte die Regierung der Deutschsprachigen Gemeinschaft für zunächst drei Wochen den Ausschank und Konsum von Alkohol in Sportkantinen und bei öffentlichen Veranstaltungen. In Hallen dürfen Personen älter als 12 Jahren keinen Kontaktsport ausüben. Bei Sportveranstaltungen sind in Hallen maximal 200 und im Freien maximal 400 Zuschauer erlaubt, die einen Mund-Nasen-Schutz tragen müssen.
Universitäten
Am 15. Oktober 2020 beschloss die Universität Gent, ab dem 26. Oktober 2020 alle Vorlesungen wieder online durchzuführen („Code rot“). Bei den Universitäten Hasselt und Löwen sowie allen frankophonen Universitäten betrifft dies ab 19. Oktober 2020 einen Teil der Vorlesungen („Code orange“). Die flämische Freie Universität Brüssel stellte ab 26. Oktober 2020 auf Online-Betrieb um.

### Weitere Verschärfungen ab 19. Oktober 2020
Aufgrund der stark steigenden Infektionszahlen beschloss der Konzertierungsausschuss zwischen der Föderalregierung und den Regierungen der Regionen und Gemeinschaften am 16. Oktober 2020 weitere Verschärfungen der Maßnahmen, die am 19. Oktober 2020 in Kraft traten: Enge Kontakte ohne Mindestabstand und ohne Mund-Nasen-Maske werden auf eine Person begrenzt. Private Treffen in Wohnungen werden auf vier Gäste pro Haushalt innerhalb eines Zeitraumes von zwei Wochen beschränkt. Bei zufälligen Treffen auf der Straße dürfen maximal vier Personen zusammenstehen. Soweit möglich, müssen Arbeitnehmer im Homeoffice arbeiten. Alle Cafés und Restaurants werden geschlossen. (Nach zwei Wochen soll die Notwendigkeit dieser Regelung überprüft werden.) Sie dürfen bis 22 Uhr Speisen zum Abholen verkaufen. Jede Veranstaltung oder Empfang mit Gästebewirtung ist untersagt, ausgenommen sind Beerdigungskaffees bis 40 Teilnehmer. Sonstige Veranstaltungen bleiben erlaubt. Es dürfen aber keine Speisen und Getränke bei ihnen verkauft werden. Für Sportveranstaltungen wird bei Profiligen die erlaubte Zuschauerzahl pro Block von 400 auf 200 halbiert. Bei Amateursportveranstaltungen dürfen sich in einem Block nur Mitglieder eines Haushaltes aufhalten. Auch bei Sportveranstaltungen dürfen keine Speisen und Getränke verkauft werden. Wochenmärkte und kleinere Kirmesse bleiben erlaubt. Trödelmärkte sind unzulässig. Auch Weihnachtsmärkte werden unzulässig sein. Der Verkauf von Alkohol ist generell ab 20 Uhr verboten. Alle Geschäfte müssen um 22 Uhr schließen. Zwischen Mitternacht und 5 Uhr morgens besteht eine Ausgangssperre außer für unaufschiebbare Fahrten zur Arbeit oder bei medizinischen Notfällen. Diese Maßnahmen sollten zunächst für einen Monat gelten. Der föderale Gesundheitsminister Frank Vandenbroucke begründete diese Maßnahmen damit, dass die Situation schlimmer sei als am 18. März, schlimmer als zu Beginn des Lockdowns im Frühjahr.
Weil die Laborkapazitäten für den gestiegenen Testbedarf nicht mehr ausreichten (zu wenige Mitarbeiter), wurde am 19. Oktober 2020 durch den föderalen Gesundheitsminister sowie die entsprechenden Minister der Gemeinschaften festgelegt, dass symptomfreie Kontaktpersonen eines Erkrankten sowie Reiserückkehrer aus Risikoländern („rote Länder“) zunächst bis 15. November 2020 nicht mehr getestet werden. Dafür verlängert sich die Quarantäne für diese Personen von sieben auf zehn Tage. Dadurch ist die Zahl der Erkrankungen ab 21. Oktober 2020 nicht mit den Werten davor vergleichbar. Am 29. Oktober 2020 wurde diese Regelung für Beschäftigte aus Krankenhäusern, bei der Justiz, bei der Polizei, der Armee, aus Industriebetrieben, die Medikamente und Medizinprodukte produzieren, sowie für Lehrer und Erzieher wieder zurückgenommen. Hier wird nach fünf Tagen ein Test durchgeführt, und die Quarantäne endet nach zwei weiteren Tagen bei negativem Test.
Bezüglich der Reiserückkehrer wurde am 14. November beschlossen, die verlängerte Quarantäne bis zum 22. November 2020 fortzuführen. Ab 23. November 2020 wurde das Verfahren geändert, da die Testkapazitäten erhöht wurden: Bei Einreisen wird aufgrund einer möglichst elektronisch abzugebender Einreiseanmeldung aufgrund der dort angegebenen Risikofaktoren (Nutzung Mund-Nasen-Maske, Aufenthaltsorte, Anzahl Kontaktpersonen, Nutzung öffentliche Verkehrsmittel etc.), ob frühestens am 7. Tage nach der Einreise ein PCR-Test durchgeführt werden muss. Nach einer Einreise besteht ferner bei Personen ohne Symptome Quarantäne bis zum Vorliegen des negativen Testergebnisse, maximal für 10 Tage. Auch bei Personen, die zu einer infizierten Personen Kontakt hatten, sollen, auch wenn sie keine Symptome haben, 7 Tage nach dem letzten Kontakt getestet werden. Auch hier endet die Quarantäne bei Vorliegen eines negativen Ergebnisse bzw. 10 Tage nach dem Kontakt. Für den Rest der Frist bis zum 14. Tag nach Einreise bzw. letzten Kontakt soll der Betroffene möglichst wenig Kontakte haben und auf Symptome achten; er steht aber nicht mehr unter Quarantäne.

### Nochmalige Verschärfung ab 23. Oktober 2020

#### Landesweit
Am 23. Oktober 2020 untersagte die Regierung die Anwesenheit von Zuschauern bei Profisportveranstaltungen. Amateursportveranstaltungen sind nur noch bei Kindern und Jugendlichen bis 18 Jahren zulässig. Dabei dürfen nur Familienangehörige zuschauen. Speisen und Getränke dürfen dort nicht verkauft werden. Bei Kulturveranstaltungen dürfen maximal 200 Zuschauer anwesend sein, die ständig eine Mund-Nasen-Maske tragen müssen. Alle bisherigen Genehmigungen für eine höhere Zuschauerzahl sind aufgehoben. Soweit die Universitäten noch nicht auf Online-Vorlesungen umgestellt haben, dürfen in den Hörsälen höchstens 20 % der Plätze besetzt sein (bei Vorlesungen im ersten Semester 50 %). Auch dort muss ständig eine Mund-Nasen-Maske getragen werden. Freizeitparks müssen (für vier Wochen) schließen, während Zoos und Tiergarten geöffnet bleiben dürfen. Bei den anstehenden Herbstferien dürfen Jugendlager nur bis zum Alter von 14 Jahren durchgeführt werden (bei Jugendlichen zwischen 12 und 14 Jahren mit maximal vier Übernachtungen). Treffen von Jugendgruppen sind nur noch bis zu einem Alter von 12 Jahren erlaubt.

#### Wallonische Region
Am Nachmittag des 23. Oktobers 2020 verschärfte die wallonische Regionalregierung die Regelungen für die wallonische Region: Die Ausgangssperre gilt dort von 22 Uhr abends bis 6 Uhr morgens. Einkäufe dürfen nur noch von maximal zwei Personen (zuzüglich Kindern) gemacht werden. Sportveranstaltungen sind nur für Kinder bis zu 12 Jahren erlaubt. Die französischsprachigen Universitäten erteilen ab 26. Oktober 2020 für alle Studenten die Vorlesungen nur noch online.
Provinz Lüttich
Da der Schwerpunkt der Pandemie in der Provinz Lüttich liegt, verschärfte diese die Maßnahmen der wallonischen Region. Wie in der Region Brüssel-Hauptstadt müssen auch in der Provinz Lüttich alle Geschäfte um 20 Uhr schließen. Einkäufe dürfen nur mit einer Person in Begleitung erledigt werden. Alle kommunal organisierten Feiern und Veranstaltungen einschließlich Weihnachtsmärkten, soweit sie von den Gemeinden organisiert sind, finden bis Jahresende nicht statt. Ausgenommen sind nur die Feiern zum Waffenstillstandstag am 11. November und zum Festtag des Königs am 15. November mit maximal vier Teilnehmern. Soweit Demonstrationen von den Gemeinden genehmigt werden müssen, sind diese untersagt.

#### Deutschsprachige Gemeinschaft
Die Deutschsprachige Gemeinschaft übt auf ihrem Gebiet alle Kompetenzen im Zusammenhang mit der COVID-19-Pandemie selbst aus, obwohl ihr Gebiet in der wallonischen Region liegt. Die Regierung der Deutschsprachigen Gemeinschaft ordnete weitgehend die gleichen Maßnahmen für ihren Bereich an wie die Wallonie. Allerdings dürfen an der Autonomen Hochschule Ostbelgien 10 % der Vorlesungen als Präsenzunterricht stattfinden.

#### Region Brüssel-Hauptstadt
Auch die Regionalregierung der Region Brüssel-Hauptstadt verhängte am 24. Oktober 2020 eine Ausgangssperre für die Zeit von 22 Uhr abends bis 6 Uhr morgens. Bis zunächst zum 19. November 2020 sollten sowohl alle Theater, Museen, Kinos, Konzertsäle und Kulturzentren wie auch Fitnesscentren und Schwimmbäder geschlossen bleiben. Jede Amateursportveranstaltung, auch für Kinder und Jugendliche, wurde untersagt. Die Geschäfte mussten spätestens um 20 Uhr schließen. Bei Beerdigungen und Trauungen durften höchstens zehn Personen anwesend sein. (Durch die landeseinheitlichen Regelungen ab 2. November 2020 endete die Gültigkeit dieser Vorschriften vorzeitig.)

#### Flämische Region
Am 27. Oktober 2020 ergänzte auch die flämische Regionalregierung die landesweiten Regelungen mit Wirkung ab 30. Oktober 2020. Alle kulturellen Einrichtungen mit Ausnahme von Bibliotheken werden geschlossen. Alle Veranstaltungen sind unzulässig. Schwimmbäder, Fitnesscenter und Ähnliches werden geschlossen. Im Sport dürfen Training und Wettkämpfe nur noch im Freien stattfinden, in Gruppen von maximal vier Personen, was die Ausübung vieler Sportarten unmöglich macht. Jugendgruppen dürfen sich nur noch mit Teilnehmern mit einem Alter unter zwölf Jahren treffen. Übernachtungen von Jugendgruppen in den Allerheiligenferien werden untersagt. Die flämischen Universitäten müssen, sofern noch nicht geschehen, ihren Unterricht auf Online-Vorlesungen umstellen. Arbeitnehmer müssen im Homeoffice arbeiten, sofern dies möglich ist. Einkäufe dürfen von höchstens zwei Personen gemeinsam gemacht werden.

#### Unterrichtswesen
Bereits am 15. Oktober 2020 hatte die Regierung der französischen Gemeinschaft beschlossen, die Allerheiligen-Ferien (regulär in diesem Jahr vom 2. bis 6. November 2020) um zwei Unterrichtstage bis zum 10. November 2020 zu verlängern, so dass der Unterricht erst nach dem Feiertag wieder am 12. November 2020 beginnen sollte. Am 21. Oktober 2020 erlaubte die französische Gemeinschaft den Schulen wieder Online-Unterricht, sofern diese das für erforderlich halten, falls zu viele Lehrer erkrankt oder in Quarantäne sind („Code orange“). Am 26. Oktober 2020 wurde für die Sekundarschulen der Unterricht ab 28. Oktober 2020 verpflichtend auf Online-Unterricht umgestellt (zunächst für die letzten drei Tage vor den Ferien). An diesem Tag wurde auch für die flämische Gemeinschaft die Verlängerung der Allerheiligenferien um zwei Tage beschlossen. Am Abend entschied auch die deutschsprachige Gemeinschaft, die Sekundarschule ab der 3. Klasse (9. Schuljahr insgesamt) ab 29. Oktober 2020 auf Online-Unterricht umzustellen und die Allerheiligenferien zu verlängern. Am 12. und 13. November 2020 sollen alle Klassen der Sekundarschulen Online-Unterricht erhalten. Durch die zweiwöchige Schulpause hoffe man die Infektionsketten zu unterbrechen.

### Vereinheitlichung der Regelungen
Nachdem die Regionen, die Provinzen und die deutschsprachige Gemeinschaft unterschiedliche Regelungen erlassen hatten, beschloss am 28. Oktober 2020 auf Drängen von Premierminister De Croo der Konzertierungsausschuss wieder einheitliche Regelungen für ganz Belgien ab 29. Oktober 2020. Die von der flämischen Regionen erst ab 30. Oktober erlassenen Regelungen traten entsprechend gar nicht erst in Kraft. Einkäufe dürfen landesweit lediglich mit einer Begleitperson unternommen werden und maximal 30 Minuten pro Geschäft dauern. Alle Einrichtungen des Kultur-, Sport-, Freizeit- und Veranstaltungssektors, wie Diskotheken, Festsäle, Vergnügungsparks, Indoor-Spielplätze, Flohmärkte und Schwimmbäder werden geschlossen. Spiel- und Sportplätze bleiben geöffnet. Allerdings dürfen sich gemäß den fortgeltenden früheren Regelungen maximal vier Personen dabei treffen. Amateursport einschließlich Training darf nur von Kindern bis zu 12 Jahren im Freien ausgeübt werden. Maximal ein Elternteil darf als Zuschauer daran teilnehmen. Profisport ist im Freien und in Hallen erlaubt, aber ohne Zuschauer. Jugendgruppen dürfen nur bis zum Alter von 12 Jahren durchgeführt werden bis maximal 50 Teilnehmer. Die Betreuer müssen dabei Mund-Nasen-Schutz tragen. Übernachtungen von Jugendgruppen in den Herbstferien werden verboten. Bei Trauungen (auch im Standesamt), Beerdigungen und allen Gottesdiensten dürfen maximal 40 Personen teilnehmen.
Die Ausgangssperre bleibt unterschiedlich geregelt: in der flämischen Region zwischen 0 Uhr und 5 Uhr morgens, in der wallonischen Region und der Region Brüssel-Hauptstadt zwischen 22 Uhr abends und 6 Uhr morgens.

### Weitere Verschärfung der Maßnahmen
Aufgrund der weiter steigenden Fallzahlen und der Auslastung der Krankenhäuser und der Intensivstationen dort beschloss der Konzertierungsausschuss bereits am 30. Oktober 2020 eine nochmalige Verschärfung der Maßnahmen, die am 2. November 2020 in Kraft traten. Alle Geschäfte, die nicht unbedingt notwendige Waren verkaufen, mussten bis 1. Dezember 2020 schließen. Ihnen war nur die Abholung vorbestellter Waren oder Hauslieferung erlaubt. Geschäfte, die solche unbedingte notwendigen Waren (wie Lebensmittel) verkaufen, mussten ihr Angebot auf diese Waren beschränken. Alle anderen Maßnahmen galten bis 13. Dezember 2020: Jeder durfte nur noch von einer festen Person zu Hause besucht werden, wobei immer nur ein Haushaltsmitglied „seine“ Person empfangen durfte. Nur wer allein wohnt, durfte von zwei Personen besucht werden, aber nicht gleichzeitig. Im Freien durften sich vier Personen mit Mund-Nasen-Maske und Sicherheitsabstand von 1,5 Metern treffen. An Trauungen dürfen nur noch die Ehepartner, die Zeugen und der Standesbeamte teilnehmen. Für Beerdigungen waren 15 Teilnehmer ohne anschließende Zusammenkunft erlaubt. Die Kirchen blieben zum Gebet geöffnet; Gottesdienste waren untersagt. Hotels durften geöffnet bleiben, mussten den Gästen aber das Essen auf dem Zimmer servieren. Campingplätze waren ab 3. November 2020 geschlossen. Friseure, Wellnesszentren, Massagezentren, Schönheitssalons und ähnliches („nicht-medizinischen Kontaktberufe“) mussten geschlossen werden. In Autowerkstätten durften nur noch Reparaturen durchgeführt werden.
Den Unternehmen der betroffenen Wirtschaftssektoren wie auch ihren Beschäftigten wurde durch die Föderalregierung Unterstützung zugesichert.
In der wallonischen Region und der Region Brüssel-Hauptstadt finden keine Führerschein-Prüfungen mehr statt. Die Gültigkeit ablaufender vorläufiger Fahrerlaubnisse wurde zunächst bis 31. Dezember 2020 verlängert. Mitte Dezember 2020 wurde entschieden, dass alle vorläufigen Fahrerlaubnisse frühestens am 30. September 2021 auslaufen. Am 8. Januar 2021 wurden praktische Fahrstunden in den Fahrschulen wieder erlaubt. Auch Wohnungsbesichtigungen für den Kauf oder die Anmietung einer Wohnung wurden untersagt.
In Übereinstimmung mit den Gemeinschaften werden die Ferien erneut bis zum 13. November 2020 verlängert. Ab Montag, 16. November 2020 wird für die Schüler bis zur 8. Klasse im Wechsel Präsenz- und Online-Unterricht erteilt. Die höheren Jahrgänge erhalten ausschließlich Online-Unterricht. Dies soll zum 1. Dezember 2020 überprüft werden. Die Universitäten führen das gesamte Semester online durch, mit Ausnahme der Erstsemester. Für diese war zum 1. Dezember 2020 eine Überprüfung geplant, ob wieder Präsenz-Vorlesungen möglich sind. Am 4. Dezember 2020 wurden diese Regelungen im Unterrichtswesen durch die deutschsprachige Gemeinschaft bis Mitte Januar 2021 und am 8. Januar 2021 bis Mitte Februar 2021 verlängert. Die französische und flämische Gemeinschaft beschlossen bereits am 8. Dezember 2020 die Verlängerung bis Ende Februar 2021. Dabei wechseln für die Schüler ab der 8. Klasse immer eine Woche Präsenz-Unterricht mit zwei Wochen Online-Unterricht.
Die Universität Gent entschied selbst, bis zum 21. März 2021 nur Online-Unterricht durchzuführen.
Der Konzertierungsausschuss beschloss am 5. März 2021, dass nach den Osterferien am 18. April 2021 alle Schüler wieder in den kompletten Präsenz-Unterricht wechseln. Bei den Förderschulen gilt dies schon ab 15. März 2021. Die Universitäten stellen ebenfalls ab 15. März 2021 auf 20 % Präsenzunterricht um; das heißt, im Wechselbetrieb kommt jeder Student einen Tag pro Woche zur Hochschule und hat vier Tage Online-Studium. Aufgrund der geringen Fallzahlen in ihrem Bereich kehrt die deutschsprachige Gemeinschaft für die Schüler ab der 8. Klasse bereits ab 29. März 2021 zum vollständigen Präsenzunterricht zurück. In der Folgewoche wurde diese Regelung auch von den beiden anderen Gemeinschaften übernommen, allerdings am 18. März 2021 aufgrund der gestiegenen Fallzahlen zurückgenommen. Lediglich die deutschsprachige Gemeinschaft verblieb aufgrund der niedrigen Fallzahlen in ihrem Gebiet (unter 30 Infektionen auf 100.000 Einwohner in 7 Tagen) bei der Regelung. Zugleich beschlossen alle Gemeinschaften, die Maskenpflicht im Unterricht auf die Schüler der 5. und 6. Klasse auszuweiten.
Um die erhöhten Ausgaben im Gesundheitswesen zu finanzieren, kündigte die belgische Regierung am 30. Oktober 2020 die Einführung einer Vermögenssteuer in Höhe von 0,15 % für Vermögen über 1 Million Euro an.
Am 27. November 2020 beschloss der Konzertierungsausschuss, dass am 1. Dezember 2020 wieder alle Geschäfte öffnen dürfen. Diese müssen nach Vorgaben der Gemeinden Maßnahmen treffen, um Menschenansammlungen zu vermeiden. Einkaufen ist nur allein erlaubt. Zu diesem Zeitpunkt wurde eine Öffnung der nicht-medizinischen Kontaktberufe und Restaurants frühestens für Mitte Januar 2021 erwartet. Die Kontaktbeschränkungen werden verlängert und gelten auch zu Weihnachten. Lediglich Alleinstehende dürfen ihre beiden Kontaktpersonen am 24. und 25. Dezember 2020 gleichzeitig empfangen. Ob die Ausgangssperre zu Weihnachten ausgesetzt wird, sollte noch geprüft werden. Feuerwerk zu Silvester ist verboten. Die Regierung forderte die Bürger zugleich auf, in den Weihnachtsferien nicht im Ausland Urlaub zu machen.
Am 10. Dezember 2020 verlängerte die wallonische Region sowie am Folgetag die Region Brüssel-Hauptstadt die Gültigkeit der Ausgangssperre bis 15. Januar 2021. Lediglich in der Nacht des Heiligen Abends begann sie erst um Mitternacht statt um 22 Uhr. Am 12. Januar 2021 wurde sie durch die wallonische Region und die deutschsprachige Gemeinschaft bis zum 15. Februar 2021 und am 11. Februar 2021 weiter bis zum 1. März 2021 verlängert.
Am 26. Februar 2021 beschlossen sowohl die wallonische Region als auch die deutschsprachige Gemeinschaft, die Ausgangssperre ab 1. März 2021 auf die Zeit zwischen 0 und 5 Uhr zu schränken, also auf die Zeit, wie sie immer in der flämischen Region galt. Lediglich in der Region Brüssel-Hauptstadt verbleibt es bei der Zeit von 22 bis 6 Uhr für die Ausgangssperre.
Auswirkung auf die Grippe-Impfung 2020
Unter dem Eindruck der COVID-19-Pandemie entschieden sich wesentlich mehr Bürger als in den Vorjahren, sich gegen Grippe impfen zu lassen. Insgesamt wurden für Belgien bei den Herstellerfirmen 2,9 Millionen Dosen Impfstoff gegen Grippe bestellt, die aber nur in Raten geliefert werden. Nachdem durch die erhöhte Nachfrage der Impfstoff Anfang November 2020 für die Risikogruppen nicht verfügbar war, verfügten die Gesundheitsminister am 5. November 2020, dass nur noch Patienten mit Vorerkrankungen, Personal im Gesundheitswesen und Personen über 65 Jahre geimpft werden dürfen. Nachdem diese Personengruppen durchgeimpft waren und noch Impfstoff zur Verfügung stand, wurde diese Einschränkung am 24. Dezember 2020 aufgehoben.

### Lockerungen
Am 5. Februar 2021 entschied der Konzertierungsausschuss, dass ab 13. Februar 2021 Friseursalons wieder öffnen dürfen. Diese dürfen ihre Kunden nur mit einem vereinbarten Termin empfangen. Die Kunden dürfen nicht im Salon warten. Zwischen jedem Kunden muss ein Wartezeit von 10 Minuten liegen, in dem der „Behandlungsbereich“ desinfektiert wird. Der Salon muss ausreichend belüftet werden, zum Beispiel durch offene Fenster und Türen. Behandlungen zu Hause bleiben weiter verboten. Die anderen nicht-medizinischen Kontaktberufen wie Massagesalons und Nagelstudios durften unter gleichen Auflagen ab 1. März 2021 öffnen.
Zugleich dürfen ab 13. Februar 2021 Tierparks ihre Außenbereiche wieder öffnen. Aufgrund einer Entscheidung des Staatsrates vom 2. Februar 2021 dürfen ab 8. Februar 2021 Ferien- und Bungalowparks sowie Campingplätze wieder öffnen. Analog zu den Regelungen für Hotels dürfen aber keine Restaurants oder sonstige Gemeinschaftseinrichtungen dort geöffnet werden.

### Vorübergehende Verschärfung aufgrund Delta-Variante
Nachdem die Fallzahlen durch die Delta-Variante im März 2021 wieder anstiegen, beschloss der Konzertierungsausschuss am 24. März 2021 wieder strengere Maßnahmen, die am 27. März 2021 in Kraft traten. Es dürfen sich nur noch vier Personen zuzüglich Kinder unter 12 Jahren (bzw. aus einem Haushalt) treffen. Die Geschäfte des täglichen Bedarfs wie Supermärkte oder Apotheken dürfen geöffnet bleiben. Alle anderen Geschäfte dürfen nur bestellte Ware ausgeben oder Kunden nach Terminabsprache bedienen. Auch die nicht-medizinischen Kontaktberufe einschließlich der Friseure mussten wieder schließen. Alle Arbeitnehmer müssen weiter im Homeoffice arbeiten, soweit möglich. Die Aufsichtsbehörden können von den Arbeitgeber genaue Angaben verlangen, welche Tätigkeiten nicht im Homeoffice ausgeübt werden können. Der Schulunterricht wurde an allen Schulen vom 29. März 2020 bis zum 2. April 2020 einschließlich (Beginn der Osterferien) ausgesetzt. Eine Notbetreuung wurde durchgeführt. An Jugendlagern in den Osterferien dürfen maximal 10 Jugendliche ohne Übernachtung teilnehmen. An Kundgebungen, die sich nicht bewegen, dürfen maximal 50 Personen teilnehmen.
Nachdem die Werte wieder rückläufig waren, beendete der Konzertierungsausschuss diese „Osterpause“ am 23. April 2021 mit Wirkung ab 26. April 2021. Es dürfen sich wieder 10 Personen im Freien treffen. Alle Geschäfte dürfen wieder öffnen. Ein Einkauf darf von zwei Personen aus einem Haushalt gemeinsam getätigt werden. Die nicht-medizinische Kontaktberufe dürfen unter den gleichen Auflagen wie im März 2021 wieder öffnen.

### Erneute Verschärfungen im Herbst 2021
Aufgrund der wieder steigenden Fallzahlen ordnete der Konzertierungsausschuss am 26. Oktober 2021 die zwingende Nutzung des COVID-Safe-Tickets (Zugang nur für Geimpfte, Genesene oder Getestete) ab 29. Oktober 2021 bei allen Veranstaltungen mit mehr als 200 Personen in geschlossenen Räumen und mehr als 400 Personen im freien an. In Gaststätten und Fitnessstudios muss das COVID-Safe-Ticket ab 1. November 2021 vorgelegt werden. Zugleich müssen ab 29. Oktober 2021 muss in Einkaufszentren, öffentlichen Gebäuden, Kinos, Theatern, Museen und Kirchen wieder ein Mund-Nasen-Schutz getragen werden. Wenn die jeweilige Einrichtung den Zugang über ein COVID-Safe-Ticket kontrolliert, entfällt diese Pflicht.
Zugleich wurde den Arbeitgeber dringend empfohlen, ihre Mitarbeiter wieder in Homeoffice zu schicken, soweit dies möglich ist.
Nachdem die Fallzahlen weiter stiegen, beschloss der Konzertierungsausschuss am 17. November 2021, dass für Theater, Kinos, Konzerte, Museen, Gaststätten sowie jeglichen Veranstaltungen mit mehr als 50 Personen in geschlossenen Räumen oder mehr als 100 Personen im freien für den Zugang ein COVID-Safe-Ticket vorzulegen ist; zusätzlich aber ein Mund-Nasen-Schutz zu tragen ist. In Diskotheken kann auf diesen verzichtet werden, wenn neben dem COVID-Safe-Ticket am Eingang ein Schnelltest durchgeführt wird. Bei kleineren Veranstaltungen entfällt das COVID-Safe-Ticket; ein Mund-Nasen-Schutz ist tragen. Zugleich müssen Kinder bereits ab 10 Jahren statt bisher 12 Jahren an diesen Orten einen Mund-Nasen-Schutz tragen. Die Gemeinschaften regeln, ob diese Verschärfung bei Kindern auch innerhalb der Schulen gilt.
Arbeitnehmer müssen soweit möglich vier Tage in der Woche im Homeoffice arbeiten. Ab 13. Dezember 2021 wird dies auf drei Tage die Woche reduziert. Der Arbeitgeber muss monatlich elektronisch melden, wie viel Arbeitnehmer zwingend mehr im Betrieb arbeiten müssen.
Die Regelung sollten bis 28. Januar 2022 gelten, wobei der Konzertierungsausschuss sie Anfang Januar 2022 aufgrund der dann vorliegenden Fallzahlen bewerten wollte.
Aus Protest gegen diese Verschärfungen und die Impfpflicht für medizinisches Personen demonstrierten 35.000 Personen am 21. November 2021 in Brüssel. Dabei kam es Krawallen, bei denen drei Polizisten verletzt wurden. 44 Demonstranten wurden festgenommen.
Nach weiterem Anstieg der Fallzahlen „weit über die negativsten erwarteten Szenarien“ wurde die nächste Sitzung des Konzertierungsausschusses auf den 26. November 2022 vorgezogen. Dieser Anstieg führte zu einer „rapiden Verschlechterung der Lage“. Die Situation wird verschärft, weil „10 % der Intensivbetten aufgrund von Personalmangel nicht verfügbar“ sind.
Daher wurden private Zusammenkünfte in Innenräumen außerhalb von Privatwohnungen verboten. Davon ausgenommen sind Treffen nach Beerdigungen oder Hochzeiten. Bei diesen muss bei mehr als 50 Teilnehmern in Innenräumen oder mehr als 100 Teilnehmern das COVID-Safe-Ticket genutzt werden. Caterer-Dienstes dürfen nur bis 23 h in Anspruch genommen werden. Für Treffen in Privatwohnungen empfiehlt der Konzertierungsausschuss einen vorherigen Selbsttest.
In Gaststätten sind nur noch Sitzplätze erlaubt. Es dürfen nur noch 6 Personen an einem Tisch sitzen bzw. ein Haushalt. Die Öffnungszeiten sind auf 5 bis 23 Uhr beschränkt. Diskotheken und Tanzlokale müssen schließen.
Öffentliche Veranstaltungen in Innenräumen sind nur noch statthaft, wenn die Besucher Sitzplätze haben. Gemäß früheren Anordnungen muss dabei das COVID-Safe-Ticket genutzt und ein Mund-Nasen-Schutz getragen werden. Im freien müssen öffentliche Veranstaltungen so organisiert werden, dass die Teilnehmer 1,5 m Abstand zueinander halten können. Auch sie müssen spätestens um 23 h beendet sein.
Hallensport darf, egal ob im Amateur- oder Profibereich, nur noch ohne Zuschauer ausgetragen werden. Ausnahme sind Kinder und Jugendliche bis 18 Jahre, die von ihren Eltern begleitet werden dürfen. Sämtliche Maßnahmen traten am Folgetag in Kraft.
Auf Handelsmessen muss ständig ein Mund-Nasen-Schutz getragen werden. Die Pflicht, soweit möglich, vier Tage die Woche im Homeoffice zu arbeiten, wurde bis 19. Dezember 2021 verlängert.
Bezüglich des Unterrichtswesen und außerschulischen Jugendaktivitäten sollen die zuständigen Minister der Gemeinschaften kurzfristig neue Maßnahmen erlassen.
Abschließend rief der Konzertierungsausschuss die Bevölkerung auf, möglichst Kontakte zu vermeiden bzw. Treffen im Freien durchzuführen. Wenn möglich, solle man vorher einen Selbsttest durchführen. Innenräume sollten regelmäßig gelüftet werden.
Nachdem die Fallzahlen immer noch stiegen, 40 % der theoretischen Zahl der Intensivbetten mit an COVID-19-Erkrankten belegt waren, aber 220 Intensivbetten (weitere 11 %) wegen Mangel an Pflegepersonal nicht genutzt werden konnten, empfahl am 2. Dezember 2021 das wissenschaftliche Beratergremium der Regierung Gems um Erika Vlieghe die Schließung der Schulen, insbesondere der Grundschulen, für mindestens zehn Tagen. Die Gaststätten sollten bereits um 20.00 Uhr schließen müssen. Alle Veranstaltungen in geschlossenen Räumen und auch im freien, wobei dort der Grenzwert höher liegen sollte, sollten ab einer bestimmten Teilnehmer- oder Zuschauerzahl verboten werden. Privat sollten nur fünf Personen gleichzeitig in einer Wohnung zu Gast sein dürfen. Am 3. Dezember 2021 beschloss der Konzertierungsausschuss die Sekundarschulen (ab der 7. Klasse) auf Hybridunterricht (Wechselunterricht) umzustellen. In den Grundschulen (bis zur 6. Klasse) findet weitere Präsenzunterricht statt. Die Weihnachtsferien beginnen schon am 20. Dezember 2021. (letzter Unterrichtstag 17. Dezember 2021 infolge Wochenende) Alle Schüler in allen Klassen müssen eine Mund-Nasen-Schutz tragen. In allen Klassenräumen werden CO2-Meßgeräte eingesetzt, um zu erkennen, wann gelüftet werden muss. Sofern in einer Klasse innerhalb von sieben Kalendertagen zwei Schüler positiv getestet werden, muss die gesamte Klasse in Quarantäne.
Alle Treffen von Jugendgruppen mit Ausnahme von Sportvereinen wurden untersagt. Wo nach anderen Vorschriften ein Mund-Nasen-Schutz zu tragen ist, gilt diese Pflicht schon für Kinder ab dem 6. Lebensjahr. Verfassungsbeschwerden mehrerer Eltern gegen die Herabsetzung der Altersgrenze für die Maskenpflicht sowie der Pflicht, diese auch im Primarschulunterricht tragen zu müssen, wies der Staatsrat am 7. Januar 2022 ab.
Alle privaten Zusammenkünfte und Aktivitäten wurden mit Ausnahme von Treffen in Privatwohnungen, Sporttraining oder -ausübung sowie Treffen nach einer Hochzeit oder Beerdigung untersagt. Die Bevölkerung wurde aufgerufen, erlaubte Treffen so weit wie möglich zu reduzieren und vorher Selbsttests durchzuführen. Die Vorgabe, soweit möglich, vier Tage pro Woche im Homeoffice zu arbeiten, wurde unbefristet verlängert. Jede Team-Building-Aktion oder Feier am Arbeitsplatz ist verboten.
Bei öffentlichen Veranstaltungen in Räumen durften am 4. und 5. Dezember 2021 maximal 4.000 Besucher anwesend sein. Ab 6. Dezember 2021 dürfen bei Kongressen und kulturellen Darbietungen dürfen 200 Personen anwesend sein, die feste Sitzplätze haben müssen und einen Mund-Nasen-Schutz tragen müssen. Bei mehr als 50 Besuchern ist das COVID-Safe-Ticket zu nutzen. Bei Kinos müssen diese 1,5 Meter Abstand voneinander halten. Sportveranstaltungen in Innenräumen dürfen nur ohne Zuschauer stattfinden. Bei Jugendlichen sind zwei erwachsene Begleitpersonen erlaubt.
Verabredungsgemäß bewertete der Konzertierungsausschuss am 22. Dezember 2021 neu. Einerseits war die Zahl der Infektionen zurückgegangen und damit der Druck auf die Krankenhäuser zurückgegangen. Dennoch waren noch 693 Betten auf Intensivstationen durch an COVID-19 Erkrankte belegt. Zugleich breitet sich aber die Omicron-Variante aus, die bereits 27 % der Ansteckungen in Belgien verursachte. Es sei zu befürchten, dass dies bis Anfang 2022 „die vorherrschende Variante“ in Belgien sei wird.
Alle „Großereignisse“ im Innenräumen wurden ab 26. Dezember 2021 untersagt. Ausgenommen sind Bibliotheken, Museen sowie Wellnesszentren einschließlich Saunen. Schwimmbäder dürfen geöffnet bleiben; lediglich Freizeitbereiche müssen schließen genauso wie Innenbereiche von Vergnügungsparks und Zoos. Kinos müssen schließen. Gaststätten dürfen unter Berücksichtigung der Sperrstunde von 23 h geöffnet bleiben, die auch an Weihnachten und Silvester nicht verlängert wird. Private Treffen in Festsälen oder ähnlichen sind aber nur zulässig im Zusammenhang mit einer Hochzeit oder Beerdigung.
Bei allen Sportveranstaltungen, auch in den Profiligen, dürfen keine Zuschauer mehr anwesend sein. Ausnahmen gelten nur bei Jugendlichen für eine Begleitperson. Trainingsmaßnahmen von Sportvereinen sind nur ohne Übernachtung zulässig.
Bei Veranstaltungen im Freien dürfen keine Zelte mehr genutzt werden. Es ist maximal ein Besucher je 4 m2 Veranstaltungsfläche erlaubt. Bei mehr als 100 Besuchern muss ein Wegekonzept mit Wegen in einer Richtung genutzt werden.
Beim Einkaufen dürfen höchstens zwei Personen gemeinsam einkaufen, die zu anderen Kunden 1,5 m Mindestabstand halten müssen. Pro 10 m2 Geschäftsfläche ist ein Kunde erlaubt. Ab 400 m2 Geschäftsfläche muss dabei durch das Geschäft eine Zugangskontrolle durchgeführt werden.
Insbesondere der Kultursektor (Kinos, Theater und Konzertsäle) kritisierte die Schließung erheblich, zumal die Experten von Sciensanco diese der Regierung nicht empfohlen hatten. Etwa 80 Kinos öffneten am 26. Dezember 2021 entgegen der Regierungsanordnung. In der Brüsseler Gemeinde Ixelles erklärte die Polizei, sie könne die „Kinos nicht … kontrollieren. Die Beamten hätten dazu keine Zeit.“ „Die Polizei müsse für die Sicherheit bei einer angekündigten Demonstration auf dem Kunstberg sorgen.“ Ähnliche Erklärungen wurden in weiteren Gemeinden abgegeben.
Auf dem Kunstberg und an weiteren Orten kam es zu Kundgebungen gegen „die Ungleichheit und die Irrationalität der Vorschriften“.
Am 27. Dezember 2021 forderte das Krisenzentrum der föderalen Regierung die Gouverneure der Provinzen und die Regionalregierung der Region Brüssel-Hauptstadt auf, die Maßnahmen auch im Kulturbereich durchzusetzen. Ein Gespräch zwischen dem föderalen Gesundheitsminister Frank Vandenbroucke und Vertretern des Kultursektors am 28. Dezember 2021 führte zu keiner Verständigung. Darauf reichten mehrere Organisationen aus dem Kultursektor und die Menschenrechtsliga Klage beim Staatsrat ein. Dieser hob am späten Nachmittag des 28. Dezember 2021 die Maßnahme für Theater, Oper und Konzertsäle „vorläufig, aber unverzüglich“ auf. „Die Maßnahme sei unverhältnismäßig und würde nicht auf einer angemessenen Begründung beruhen.“ Für Kinos fällte der Staatsrat keine Entscheidung, da deren Schließung auf einem anderen Paragraphen beruhte, der in der entschiedenen Klage nicht angegriffen wurden war.
Es galten damit wieder die Vorschriften, wie bis zum 25. Dezember 2021 (COVID-Safe-Ticket (geimpft, genesen oder getestet); maximal 200 Besucher, die eine Mund-Nasen-Maske tragen müssen). Am 29. Dezember 2021 hob darauf der Konzertierungsausschuss die Regelungen auch für Kinos und andere Veranstaltungen mit Ausnahme von Sportereignissen auf und setzte auch dort die Regelungen bis 25. Dezember 2021 wieder in Kraft.
Weitere Verfassungsbeschwerden von Bowling-Centern wies der Staatsrat am 7. Januar 2022 ab.
Bei seinen Beratungen vom 6. Januar 2022 stellte der Konzertierungsausschuss fest, dass „sie schnelle Ausbreitung der Omikron-Variante zu einem starken Anstieg der Zahl der Infektionen führt“. Entsprechend beließ er die bisherigen Maßnahmen in Kraft. Im Unterrichtswesen soll nach dem Ende der Weihnachtsferien der Präsenzunterricht ab 10. Januar 2022 wieder beginnen. Dabei gilt für alle Schüler eine Maskenpflicht. Falls in einer Klasse einer Primarschule vier Schüler bzw. bei kleineren Klassen 25 % der Schüler positiv getestet werden, werden alle Schüler dieser Klasse für fünf Tage in Quarantäne genommen. Den Eltern wird empfohlen, so oft wie möglich ihre Kinder selbst zu testen. Ein Test pro Woche wird dabei bis zu den Karnevalsferien kostenlos zur Verfügung gestellt. Schulausflüge sind lediglich ohne Übernachtung erlaubt.
Alle Bürger mit geringen Einkommen können vier Selbsttests innerhalb von zwei Wochen zu einem vergünstigten Preis erwerben.

## Quarantäne-Regelungen
Ab 30. August 2021 sollen alle Hochrisikokontakte (direkte Kontaktpersonen zu Erkrankten) und Personen, die aus dem Ausland nach Belgien zurückkehren, in jedem Fall am 1. und am 7. Tag mit einem PCR-Test getestet werden. Sofern es sich um geimpfte Personen handelt, ist nach dem 1. Test keine Quarantäne erforderlich, sofern dieser negativ ist.

## Absagen von Sportveranstaltungen

### Fußball
Die Fußballspiele der Division 1A 2019/20 wurden zunächst bis zum 3. April 2020 ausgesetzt. Somit wurde der 30. Spieltag (letzter Spieltag der Hauptrunde), der eigentlich ohne Zuschauer stattfinden sollte, nicht durchgeführt. Die Auswirkungen auf die anstehenden Play-offs waren diesem Zeitpunkt nicht unbekannt. Am 12. März 2020 wurde bekannt, dass auch alle Spiele des Amateurfußballs (1. Division Amateure bis 4. Provinzklasse) zurzeit nicht stattfinden. Auch der wallonische Fußballverband teilte mit, dass alle Trainingseinheiten untersagt sind. Am Folgetag wurde dies durch den belgischen Fußballverband präsidiert, dass bei den Profi-Clubs ein Training hinter verschlossenen Türen stattfinden dürfe, da dies Teil der Kerntätigkeit eines Profi-Fußballers sei. Mehrere Vereine der ersten Division setzten aus eigenen Entschluss das Training bereits aus. Am 18. März 2020 untersagte der Verwaltungsrat von Pro League die Durchführung des Mannschaftstrainings für alle Pro-Clubs.
Der Fußballverband hat am 19. März 2020 vormittags in einer Videokonferenz entschieden, dass es keine Fußballspiele vor dem 1. Mai 2020 geben sollte. Außerdem wurde das Mannschaftstraining auch für die Amateur-Vereine bis zum 5. April 2020 verboten. Alle Nachwuchsaktivitäten sowie Fußballcamps oder Turniere werden bis mindestens Mitte April ausgesetzt. Das betrifft alle Fußballligen und Altersklassen.
Am 27. März 2020 entschied er in Absprache mit den regionalen Amateur-Verbänden, dass die Saison 2019/20 in allen Amateur- und Jugendligen beendet ist. Auf- und Abstiege richten sich nach dem Tabellenstand vom 12. März 2020. Eine Entscheidung für die Profiligen Division 1A und Division 1B wurde noch nicht getroffen.
Am 2. April 2020 empfahl der Verwaltungsrat von Pro League, die Saison der Profiligen abzubrechen. Die endgültige Entscheidung sollte die Versammlung aller Vereine am 15. April treffen. Die Versammlung wurde mehrfach auf mittlerweile den 15. Mai 2020 verschoben. Vorzeitiger Meister würde der FC Brügge, der die Tabelle der Hauptrunde zum Zeitpunkt des Abbruchs mit 15 Punkten Vorsprung anführte. Offen blieb noch die Frage des Aufstieges aus der Division 1B, wo bereits eins von zwei Aufstiegsspielen durchgeführt ist, und das Pokalendspiel.
Der nationale Sicherheitsrat verbot am 6. Mai 2020 alle Sportveranstaltungen bis 31. Juli 2020 (auch ohne Zuschauer). Damit braucht bei der Versammlung der Vereine am 15. Mai 2020 nur noch über die sportlichen Folgen des Saisonabbruchs entschieden werden.
Nachdem die Maßnahmen Ende Juli 2020 wieder verschärft werden mussten, verschob der belgische Fußballverband am 28. Juli 2020 die ab dem 2. August 2020 geplanten ersten Runden des Belgischen Pokals 2020/21, an denen nur Amateurmannschaften teilnehmen, auf unbestimmte Zeit.

### Weitere Sportarten
Die Rallye Spa des zweiten Laufs der Rallye-Belgien-Meisterschaft, geplant für den 14. und 15. März 2020, wurde abgesagt.
Am 11. März 2020 beschlossen der belgische und der niederländische Handballverband, dass das Final-Four-Turnier der gemeinsamen BeNe-League am Wochenende nicht ausgetragen wird. Der belgische Handballlandesverband beschloss am 20. März 2020, die in der Vorwoche unterbrochene Meisterschaft 2019/20 nicht wieder aufzunehmen. Dies betraf alle Ligen und Altersklassen.
Am 12. März 2020 einigten sich mehrere Sportverbände mit dem flämischen Sportminister Ben Weyts, dass in der flämischen Region alle regionalen Sportveranstaltungen bis Ende März 2020 abgesagt seien. Diese Einigung betraf nicht Spiele nationaler Ligen.
Abgesagt wurden zahlreiche für den April geplante Sportveranstaltungen, darunter der 42. Osterlauf, das 6-Stunden-Rennen von Spa-Francorchamps in der FIA-Langstrecken-Weltmeisterschaft 2019/20, Am 3. April 2020 wurde bekannt, dass das 6-Stunden-Rennen am 15. August 2020 nachgeholt wird. die Flandern-Rundfahrt, La Flèche Wallonne und Lüttich–Bastogne–Lüttich bei den Radfahrern sowie die beiden geplanten DTM-Autorennen in Zolder der Saison 2020.
Das Lütticher Provinzialkomitee beschloss im März die belgische Basketballsaison 2019/20 abzubrechen und nicht weiterzuführen.

## Statistik der Weltgesundheitsorganisation

Bestätigte Infizierte nach Daten der WHO. Oben kumuliert, unten Tageswerte

Bestätigte Todesfälle nach Daten der WHO. Oben kumuliert, unten Tageswerte

## Reaktionen im Zusammenhang mit Verschwörungsmythen
In Belgien wurden im April 2020 Telekommunikationstechniker bei der Berufsausübung gestört. Damals kursierten Verschwörungsmythen, die behaupteten, elektromagnetische Strahlen von 5G-Sendemasten würden Menschen anfälliger für das COVID-Virus machen.